# Tigranes III
Tigranes III (orm:Տիգրան Գ) – król Armenii w latach 20 r. p.n.e. – 8 r. p.n.e. z dynastii Artaskydów. Syn Artawazdesa II.
Przebywał w Aleksandrii jako zakładnik rzymski, co w czasach cesarstwa było często praktykowane wobec rodów krajów podległych Rzymowi. W 20 r. p.n.e. część arystokracji ormiańskiej wysłała petycję do cesarza Augusta z prośbą o zdjęcie z tronu Artaksesa II. Cesarz zgodził się i wysłał Tyberiusza z wojskiem w celu usunięcia króla. Przed jego przybyciem Artakses II został zamordowany co pozwoliło Tigranesowi na objęcie tronu bez walki.